# Mušutište
Mušutište (Muštište, алб. Mushtisht, Mushtishti) je naseljeno mesto u Srbiji u opštini Suva Reka. Administrativno pripada Kosovu i Metohiji, odnosno Prizrenskom upravnom okrugu. Prema popisu iz 2011. godine bilo je 3.394 stanovnika.
Nalazi se pod obroncima Šar planine, severoistočno od Prizrenske ravnice. Važilo je za jedno od najvećih sela u Metohiji.

## Istorija
Prvi pomen o njemu datira još iz 1315. godine. Car Dušan ga je 1348. zajedno sa crkvama Sv. Bogorodice Odigitrije i crkvom Sv. Simeona priložio manastiru Svetog Arhangela kod Prizrena.
Propašću srpske carevine u 14. veku, Mušutište je, kao i ostali srpski krajevi, palo pod Osmanlijsku vlast. Njegovo stanovništvo našlo se u ropstvu koga je pratilo kulučenje, danak u krvi, islamizacija i sve ono što je karakteristično za vreme vladavine Osmanlijskog carstva.
Gilhanski hatišerif iz 1839. godine, kojim su svi narodi nemuslimanske narodnosti u Osmanskom carstvu dobili podjednaka prava sa ostalima, je učinio da su i Srbi u ovom kraju počeli živeti lakše. Naravno, Osmansko carstvo i njeni predstavnici, age i begovi, su se prilagođavali trenutnom odnosu koji je evropska diplomatija imala prema njima, ali nisu bili spremni da albanske silnike zaustave u njihovim zulumima i progonima srpskog življa.
I drugi istorijski događaji, poput oslobodilačkih ratova Srbije i Crne Gore protiv Turske 1876-1878, Prizrenske lige 1878, revolucije Mladih Turaka 1908, uticale su na odnose prema srpskom življu u ovom mestu. Srpski narod je opstajao jer su ga hrabrile mnoge zadužbine iz najstarijeg nemanjićkog perioda.
Novine su u avgustu 1923. javile da je "arnautska razbojnička banda" blizu "Musutišta" opljačkala i ubila četvoricu meštana.

## Mesna zajednica
Mesnu zajednicu Mušutište činili su selo Mušutište,Dvorane, Delovce, Selogražde, Baćevac i zaseoci Kovače, Dragiće, Bitiće i Crkvena Mahala. Na njihovoj teritoriji nalazilo se preko 16 pravoslavnih crkava, jedan manastir i dve isposnice. Od toga je 14 crkava bilo aktivno i u njima se obavljala služba.

## Stanovništvo
Prema popisu iz 1981. godine Mušutište je bilo većinski naseljeno Albancima, uz značajan procenat Srba. Nakon rata 1999. godine svi su Srbi raseljeni. I ako bi mnogi želeli da se vrate, nemaju gde, pošto su im kuće, isto kao i crkve potpuno razrušene posle rata. Raseljeni, obično za praznike dolaze organizovano, u pratnji specijalne policije i/ili KFOR-a, da obiđu svoje razrušene crkve i domove.
| Etnički sastav prema popisu iz 1961.‍ | Etnički sastav prema popisu iz 1961.‍ | Etnički sastav prema popisu iz 1961.‍ | Etnički sastav prema popisu iz 1961.‍ | Etnički sastav prema popisu iz 1961.‍ |
| ------------------------------------ | ------------------------------------ | ------------------------------------ | ------------------------------------ | ------------------------------------ |
|                                      |                                      |                                      |                                      |                                      |
| Albanci                              | Albanci                              |                                      | 1.467                                | 52,1%                                |
| Srbi                                 | Srbi                                 |                                      | 1.328                                | 47,2%                                |
| Ukupno: 2.816                        |                                      |                                      |                                      |                                      |

| Etnički sastav prema popisu iz 1981.‍ | Etnički sastav prema popisu iz 1981.‍ | Etnički sastav prema popisu iz 1981.‍ | Etnički sastav prema popisu iz 1981.‍ | Etnički sastav prema popisu iz 1981.‍ |
| ------------------------------------ | ------------------------------------ | ------------------------------------ | ------------------------------------ | ------------------------------------ |
|                                      |                                      |                                      |                                      |                                      |
| Albanci                              | Albanci                              |                                      | 2.984                                | 71,6%                                |
| Srbi                                 | Srbi                                 |                                      | 1.176                                | 28,2%                                |
| Ukupno: 4.166                        |                                      |                                      |                                      |                                      |

| Etnički sastav prema popisu iz 2011.‍ | Etnički sastav prema popisu iz 2011.‍ | Etnički sastav prema popisu iz 2011.‍ | Etnički sastav prema popisu iz 2011.‍ | Etnički sastav prema popisu iz 2011.‍ |
| ------------------------------------ | ------------------------------------ | ------------------------------------ | ------------------------------------ | ------------------------------------ |
|                                      |                                      |                                      |                                      |                                      |
| Albanci                              | Albanci                              |                                      | 3.389                                | 99,8%                                |
| ostali                               | ostali                               |                                      | 5                                    | 0,2%                                 |
| Ukupno: 3.394                        |                                      |                                      |                                      |                                      |

Broj stanovnika na popisima:
| Godina       | 1948  | 1953  | 1961  | 1971  | 1981  | 1991  | 2011  |
| ------------ | ----- | ----- | ----- | ----- | ----- | ----- | ----- |
| Stanovništvo | 2.346 | 2.541 | 2.816 | 3.307 | 4.166 | 5.016 | 3.394 |

|  |  |

## Crkve u Mušutištu

### Sveta Trojica Rusenica
Manastir Sveta Trojica Rusenica nalazi se na brdu iznad Mušutišta u podnozju planine Rusenica, 2 km južno od sela. Mada nema tačnih podataka o njegovom osnivanju, zna se da je postojao još 1433. godine, otkad se počeo voditi njegov Pomenik — katastih. Crkva je jednobrodna, zidana pritesanim kamenom, a fasade su delimično ukrašene keramoplastičnom dekoracijom. U blizini manastira nalazi se isposnica Rusenica u prirodnoj pećini. Rušen i obnavljan u više navrata. Registrovan je na listi spomenika kulture. Trenutno potpuno uništen eksplozivom od strane Šiptara u drugoj polovini juna 1999. po dolasku nemačkih snaga KFOR-a, a prethodno opljačkan i spaljen.

### Crkva Bogorodice Odigitije
Crkva Bogorodice Odigitije potiče iz 1315. Nalazi se u Crkvenoj Mahali, a kao zadužbinu je sagradio veliki kaznac Jovan Dragoslav, vrhovni dvorski upravnik državnih dobara, sa ženom Jelenom, sinom Stanišom i ćerkom Anom. Natpis iznad vrata spada u red najlepših i najstarijih srpskih epigrafskih spomenika. Crkva se nalazi u južnom delu sela na obodu planine a pored nje protiče Bela reka. Južno od crkve nekih 500 metara dublje u planini nalaze se matoske isposnice.
Nažalost crkva je doživela istu sudbinu kao i manastir, potpuno je porušena 1999, a posečeni su i stoletni borovi u dvorištu crkve.

### Crkva Svetog Simeona
Crkva Svetog Simeona se pominje 1307. godine. Nju je kralj Stefan Dečanski zajedno sa ljudima, vinogradima, mlinovima i drugim dobrima darovao crkvi Prizrenske episkopije, Bogorodici Ljeviškoj. Od nje više nema ostatke, a nalazila se u Gornjoj Mahali između Crne reke i Delovačke reke s leve strane puta za Delovče.

### Ostale svetinje
- Crkva Svetog Arhangela u Crkvenoj mahali.
- Crkva Svetog Atanasije u Crkvenoj mahali.
- Crkva Svetog Nikole u Crkvenoj mahali.
- Crkva Svetog Nikole u Gornjoj mahali ima svoj plac.
- Ostaci crkve Svetog Đorđa nalaze se ispod sela Mijovac.
- Crkva Sveti Spas u Mecićevoj mahali.
- Crkva Svete Petke nalazi se na udaljenosti od 1 km, severozapadno od sela Mušutišta na polju zvanom Makiš.
- Srednjovekovna isposnica na brdu Matos blizu izvora potoka Matos u blizini crkve Bogorodice Odigitrije
- Srednjovekovna isposnica Rusenica nalazi se u planini Rusenici, iznad manastira Svete Trojice

## Napomene
1. ↑  Popis iz 2011. na Kosovu i Metohiji su sproveli organi samoproglašene Republike Kosovo. Ovaj popis je bio bojkotovan od strane velikog broja Srba, tako da je realan broj Srba na Kosmetu znatno veći od onog iskazanog u zvaničnim rezultatima ovog popisa.

## Spoljašnje veze
- Mogu li se Srbi vratiti u Mušutište (Politika, 29. avgust 2016)
- Mušutište: Suze Bogorodice Odigitrije teku našom Belom rekom (Večernje novosti, 11. septembar 2016)
- Mušutište, uhapšen muškarac iz grupe raseljenih Srba (RTS, 28. avgust 2017)
- Mušutište iz vazduha na sajtu Jutjub